# Severouralsk
Severouralsk (en rus: Североуральск) és una ciutat de l'óblast de Sverdlovsk, a Rússia, segons el cens del 2021 tenia 25.157 habitants.